# Episodi di Lady Cop (seconda stagione)
| nº    | Titolo originale            | Titolo italiano        | Prima TV Germania | Prima TV Italia |
| ----- | --------------------------- | ---------------------- | ----------------- | --------------- |
| 1-14  | Der Tod des Meisterschülers | Il buio                | 19 settembre 1995 |                 |
| 2-15  | Hinter Gittern              | Dietro le sbarre       | 10 ottobre 1995   |                 |
| 3-16  | Das Amulett                 | Una data importante    | 24 ottobre 1995   |                 |
| 4-17  | Böses Erwachen              | Vivere pericolosamente | 7 novembre 1995   |                 |
| 5-18  | Ein alter Bekannter         |                        | 14 novembre 1995  |                 |
| 6-19  | Tod im Gartenhaus           |                        | 28 novembre 1995  |                 |
| 7-20  | Familienfest                | Festa di famiglia      | 12 dicembre 1995  |                 |
| 8-21  | Totentanz                   | Danza macabra          | 19 dicembre 1995  |                 |
| 9-22  | Rabennest                   | Un bambino conteso     | 2 gennaio 1996    |                 |
| 10-23 | Banküberfall                | Delitto in banca       | 9 gennaio 1996    |                 |
| 11-24 | Säbelrasseln                | Prova di forza         | 16 gennaio 1996   |                 |
| 12-25 | Stierblut                   | Sangue di toro         | 23 gennaio 1996   |                 |
| 13-26 | Todesmelodie                | Melodia di morte       | 30 gennaio 1996   |                 |

## ?
- Titolo originale: Hinter Gittern
- Diretto da:
- Scritto da: Eva Zahn, Volker A. Zahn